# Calle del Mediodía Grande
La calle del Mediodía Grande es una vía pública de la ciudad española de Madrid, situada en el barrio de Palacio, distrito Centro.

## Descripción
La vía discurre desde la calle del Humilladero hasta la del Águila. El título, que se debe a su situación geográfica, lo ostentaba ya en el plano de Espinosa. Aparece descrita en Las calles de Madrid (1889) de Hilario Peñasco de la Puente y Carlos Cambronero con las siguientes palabras:

Mediodía Grande. Entre las calles del Humilladero y del Aguila. En el plano de Texeira aparece, pero sin nombre; en el de Espinosa con el actual. Se conservan antecedentes de construcciones particulares desde 1794.
(Peñasco de la Puente y Cambronero, 1889, p. 326)